# Список дипломатичних місій в Україні

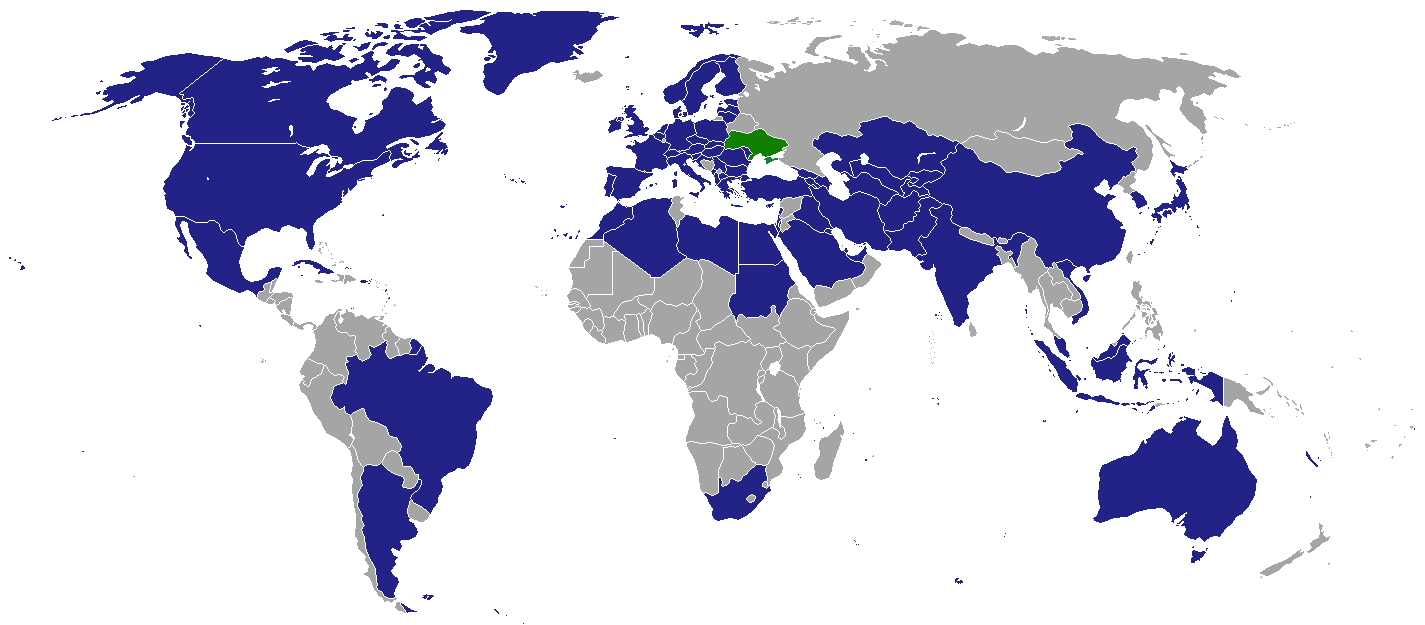
Країни, які мають посольство в Україні

Станом на січень 2019 року Україна має 77 іноземних посольства (а також Республіка Перу — аташат з економічних і торгових питань, Йорданія — відділення Посольства), 25 Генеральних консульств, 95 Почесних консульств, 22 представництва міжнародних організацій, а також штаб-квартиру ГУАМ.
Всі посольства в Україні знаходяться на правобережній частині Києва, переважно в Шевченківському та Печерському районах. Найпопулярнішими серед посольств є вулиці Богдана Хмельницького та Ярославів Вал. На вул. Б. Хмельницького та на прилеглих до неї знаходяться посольства Німеччини, Австрії, Швеції, Словенії, Білорусі, Румунії та Данії. На вул. Ярославів Вал та на прилеглих до неї знаходяться посольства Вірменії, Польщі, Норвегії, Італії, Угорщини, Франції, Чехії та Словаччини. Посольства Аргентини, Македонії, Марокко, Палестини, Португалії та Чорногорії розташовані в одній будівлі за адресою вул. Івана Федорова, 12. Посольство Великої Британії знаходиться прямо навпроти будівлі МЗС України. Найбільшим є посольство США, яке займає цілий квартал на вул. І. Сікорського.

## Посольства в Києві

### Африка
| Країна  | Посольство        | Будівля | Дипломатичні місії країни          |
| ------- | ----------------- | ------- | ---------------------------------- |
| Алжир   | Алжиру в Україні  |         | Список дипломатичних місій Алжиру  |
| Єгипет  | Єгипту в Україні  |         | Список дипломатичних місій Єгипту  |
| Лівія   | Лівії в Україні   |         | Список дипломатичних місій Лівії   |
| Марокко | Марокко в Україні |         | Список дипломатичних місій Марокко |
| Нігерія | Нігерії в Україні |         | Список дипломатичних місій Нігерії |
| ПАР     | ПАР в Україні     |         | Список дипломатичних місій ПАР     |
| Судан   | Судану в Україні  |         | Список дипломатичних місій Судану  |

### Америка
| Країна    | Посольство          | Будівля | Дипломатичні місії країни            |
| --------- | ------------------- | ------- | ------------------------------------ |
| Аргентина | Аргентини в Україні |         | Список дипломатичних місій Аргентини |
| Бразилія  | Бразилії в Україні  |         | Список дипломатичних місій Бразилії  |
| Канада    | Канади в Україні    |         | Список дипломатичних місій Канади    |
| Куба      | Куби в Україні      |         | Список дипломатичних місій Куби      |
| Мексика   | Мексики в Україні   |         | Список дипломатичних місій Мексики   |
| США       | США в Україні       |         | Список дипломатичних місій США       |

### Азія
| Країна            | Посольство                   | Будівля | Дипломатичні місії країни                     |
| ----------------- | ---------------------------- | ------- | --------------------------------------------- |
| Азербайджан       | Азербайджану в Україні       |         | Список дипломатичних місій Азербайджану       |
| Афганістан        | Афганістану в Україні        |         | Список дипломатичних місій Афганістану        |
| В'єтнам           | В'єтнаму в Україні           |         | Список дипломатичних місій В'єтнаму           |
| Вірменія          | Вірменії в Україні           |         | Список дипломатичних місій Вірменії           |
| Грузія            | Грузії в Україні             |         | Список дипломатичних місій Грузії             |
| Ізраїль           | Ізраїлю в Україні            |         | Список дипломатичних місій Ізраїлю            |
| Індія             | Індії в Україні              |         | Список дипломатичних місій Індії              |
| Індонезія         | Індонезії в Україні          |         | Список дипломатичних місій Індонезії          |
| Ірак              | Іраку в Україні              |         | Список дипломатичних місій Іраку              |
| Іран              | Ірану в Україні              |         | Список дипломатичних місій Ірану              |
| КНР               | КНР в Україні                |         | Список дипломатичних місій КНР                |
| Казахстан         | Казахстану в Україні         |         | Список дипломатичних місій Казахстану         |
| Катар             | Катару в Україні             |         | Список дипломатичних місій Катару             |
| Киргизстан        | Киргизстану в Україні        |         | Список дипломатичних місій Киргизстану        |
| Кіпр              | Кіпру в Україні              |         | Список дипломатичних місій Кіпру              |
| Кувейт            | Кувейту в Україні            |         | Список дипломатичних місій Кувейту            |
| Ліван             | Лівану в Україні             |         | Список дипломатичних місій Лівану             |
| Малайзія          | Малайзії в Україні           |         | Список дипломатичних місій Малайзії           |
| ОАЕ               | ОАЕ в Україні                |         | Список дипломатичних місій ОАЕ                |
| Пакистан          | Пакистану в Україні          |         | Список дипломатичних місій Пакистану          |
| Палестина         | Палестини в Україні          |         | Список дипломатичних місій Палестини          |
| Південна Корея    | Південної Кореї в Україні    |         | Список дипломатичних місій Південної Кореї    |
| Саудівська Аравія | Саудівської Аравії в Україні |         | Список дипломатичних місій Саудівської Аравії |
| Сирія             | Сирії в Україні              |         | Список дипломатичних місій Сирії              |
| Таджикистан       | Таджикистану в Україні       |         | Список дипломатичних місій Таджикистану       |
| Туреччина         | Туреччини в Україні          |         | Список дипломатичних місій Туреччини          |
| Туркменістан      | Туркменістану в Україні      |         | Список дипломатичних місій Туркменістану      |
| Узбекистан        | Узбекистану в Україні        |         | Список дипломатичних місій Узбекистану        |
| Японія            | Японії в Україні             |         | Список дипломатичних місій Японії             |

### Європа
| Країна             | Посольство                                   | Будівля | Дипломатичні місії країни                                                         |
| ------------------ | -------------------------------------------- | ------- | --------------------------------------------------------------------------------- |
| Австрія            | Австрії в Україні                            |         | Список дипломатичних місій Австрії                                                |
| Албанія            | Албанії в Україні                            |         | Список дипломатичних місій Албанії                                                |
| Бельгія            | Бельгії в Україні                            |         | Список дипломатичних місій Бельгії                                                |
| Білорусь           | Білорусі в Україні                           |         | Список дипломатичних місій Білорусі                                               |
| Болгарія           | Болгарії в Україні                           |         | Список дипломатичних місій Болгарії                                               |
| Ватикан            | Апостольська нунціатура в Україні            |         | Список дипломатичних місій Ватикану                                               |
| Велика Британія    | Великої Британії в Україні                   |         | Список дипломатичних місій Великої Британії                                       |
| Греція             | Греції в Україні                             |         | Список дипломатичних місій Греції                                                 |
| Данія              | Данії в Україні                              |         | Список дипломатичних місій Данії                                                  |
| Європейський Союз  | Представництво Європейського Союзу в Україні |         | Представництва Європейського Союзу Список дипломатичних місій Європейського Союзу |
| Естонія            | Естонії в Україні                            |         | Список дипломатичних місій Естонії                                                |
| Іспанія            | Іспанії в Україні                            |         | Список дипломатичних місій Іспанії                                                |
| Італія             | Італії в Україні                             |         | Список дипломатичних місій Італії                                                 |
| Латвія             | Латвії в Україні                             |         | Список дипломатичних місій Латвії                                                 |
| Литва              | Литви в Україні                              |         | Список дипломатичних місій Литви                                                  |
| Північна Македонія | Північної Македонії в Україні                |         | Список дипломатичних місій Македонії                                              |
| Мальтійський орден | Мальтійського Ордену в Україні               |         | Список дипломатичних місій Мальтійського Ордену                                   |
| Молдова            | Молдови в Україні                            |         | Список дипломатичних місій Молдови                                                |
| Нідерланди         | Нідерландів в Україні                        |         | Список дипломатичних місій Нідерландів                                            |
| Німеччина          | Німеччини в Україні                          |         | Список дипломатичних місій Німеччини                                              |
| Норвегія           | Норвегії в Україні                           |         | Список дипломатичних місій Норвегії                                               |
| Польща             | Польщі в Україні                             |         | Список дипломатичних місій Польщі                                                 |
| Португалія         | Португалії в Україні                         |         | Список дипломатичних місій Португалії                                             |
| Румунія            | Румунії в Україні                            |         | Список дипломатичних місій Румунії                                                |
| Росія              | Росії в Україні                              |         | Список дипломатичних місій Росії                                                  |
| Сербія             | Сербії в Україні                             |         | Список дипломатичних місій Сербії                                                 |
| Словаччина         | Словаччини в Україні                         |         | Список дипломатичних місій Словаччини                                             |
| Словенія           | Словенії в Україні                           |         | Список дипломатичних місій Словенії                                               |
| Угорщина           | Угорщини в Україні                           |         | Список дипломатичних місій Угорщини                                               |
| Фінляндія          | Фінляндії в Україні                          |         | Список дипломатичних місій Фінляндії                                              |
| Франція            | Франції в Україні                            |         | Список дипломатичних місій Франції                                                |
| Хорватія           | Хорватії в Україні                           |         | Список дипломатичних місій Хорватії                                               |
| Чехія              | Чехії в Україні                              |         | Список дипломатичних місій Чехії                                                  |
| Чорногорія         | Чорногорії в Україні                         |         | Список дипломатичних місій Чорногорії                                             |
| Швеція             | Швеції в Україні                             |         | Список дипломатичних місій Швеції                                                 |
| Швейцарія          | Швейцарії в Україні                          |         | Список дипломатичних місій Швейцарії                                              |

### Океанія
| Країна    | Посольство          | Будівля | Дипломатичні місії країни            |
| --------- | ------------------- | ------- | ------------------------------------ |
| Австралія | Австралії в Україні |         | Список дипломатичних місій Австралії |

## Консульства в Україні
- Київ
  -  Філіппіни
- Берегово
  -  Угорщина
- Вінниця
  -  Польща
- Дніпро
  -  Німеччина (тим. переїх. з Донецька)
- Житомир
  -  Словенія
- Київ
  -  Таїланд
- Луцьк
  -  Польща
- Львів
  -  Польща
  -  Росія
  -  Чехія
- Маріуполь
  -  Греція
- Миколаїв
  -  Литва
- Одеса
  -  Білорусь
  -  Болгарія
  -  Вірменія
  -  Греція
  -  Грузія
  -  КНР
  -  Польща
  -  Росія
  -  Румунія
  -  Туреччина
- Ужгород
  -  Словаччина
  -  Угорщина
- Харків
  -  Польща
  -  Росія
- Чернівці
  -  Румунія

Генеральні консульства
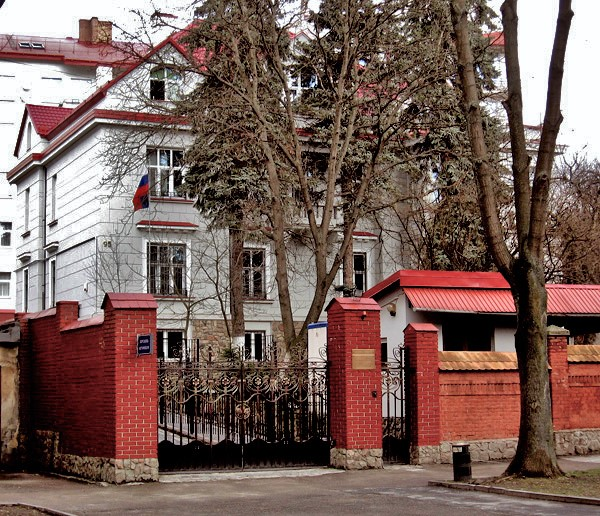
Росії у Львові
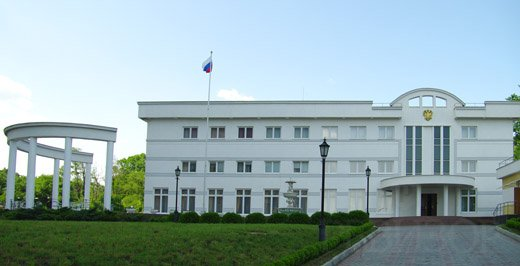
Росії в Одесі
Росії в Сімферополі
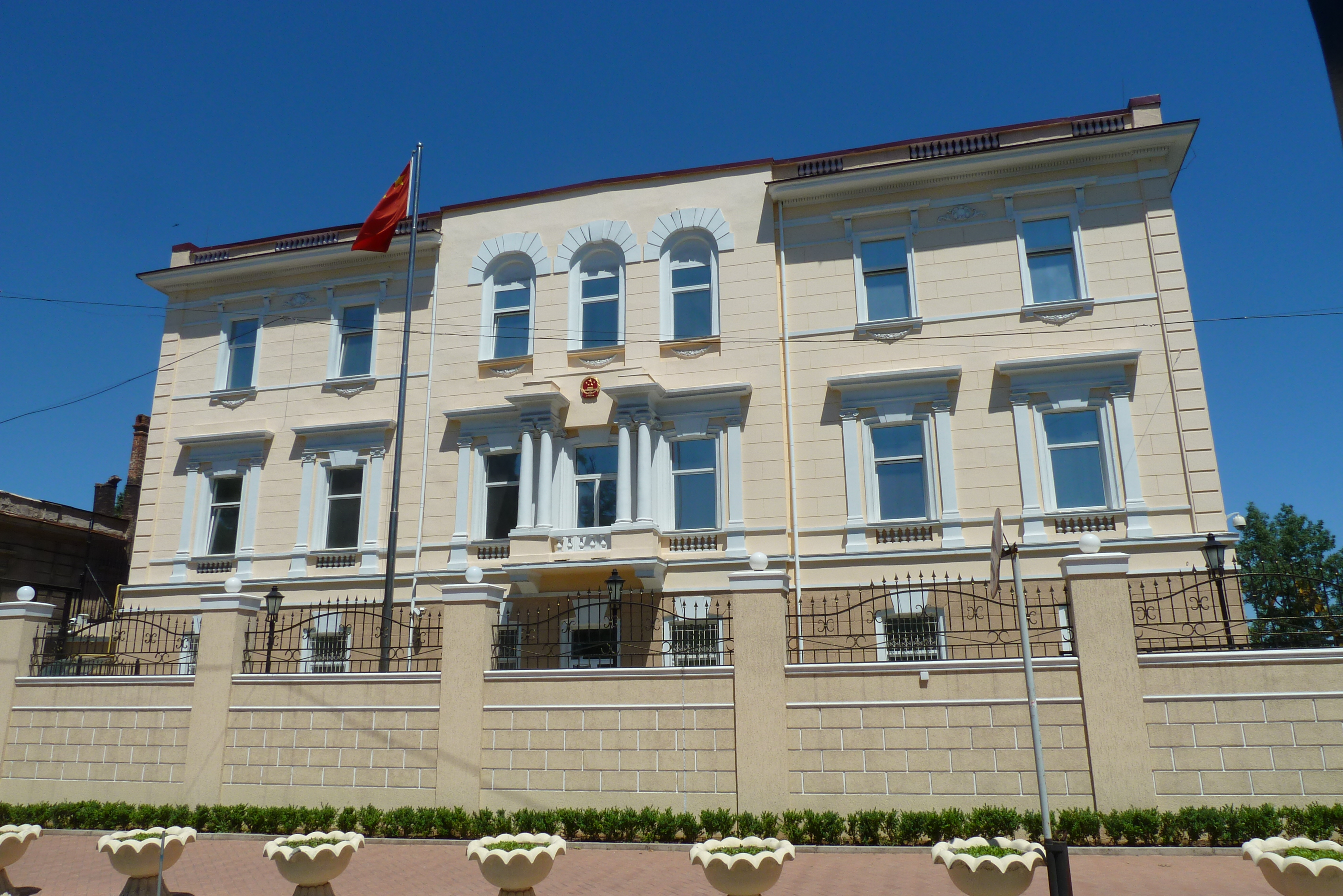
Китаю в Одесі
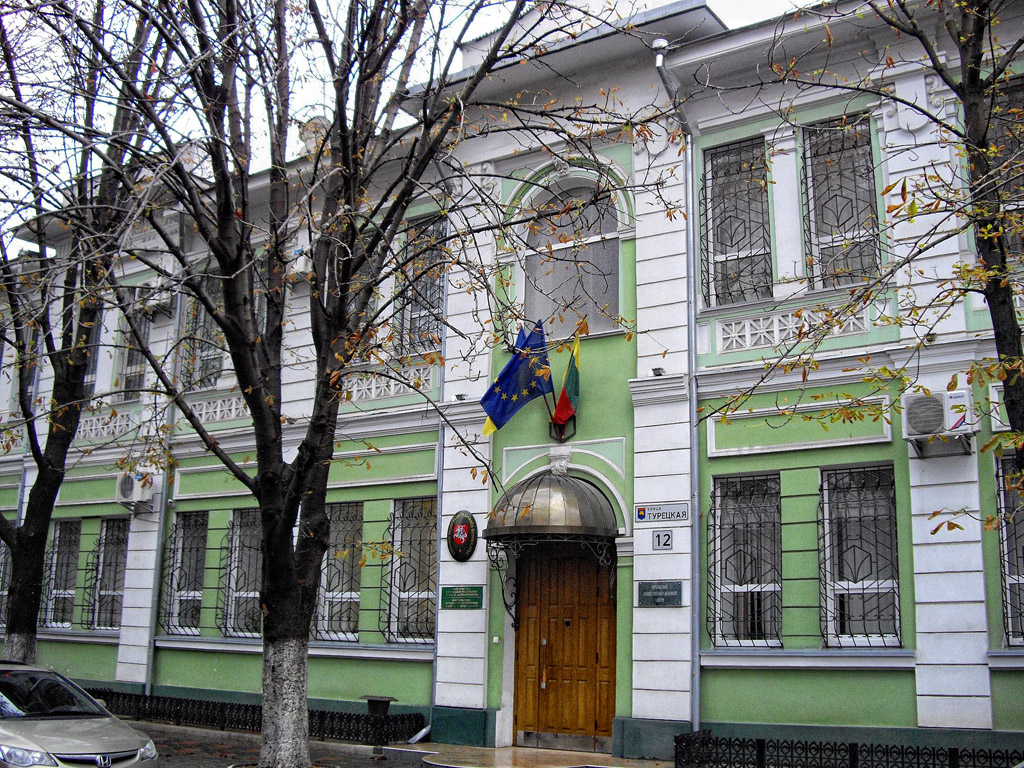
Литви в Сімферополі

## Акредитовані посли

### Москва
- Ангола
- Бангладеш
- Бенін
- Болівія
- Чад
- Республіка Конго
- Кот-д'Івуар
- Екваторіальна Гвінея
- Еритрея
- Ефіопія
- Габон
- Гана
- Гватемала
- Гвінея
- Йорданія
- Кенія
- Північна Корея
- Лаос
- Мадагаскар
- Малі
- Мальта
- Мозамбік
- М'янма
- Намібія
- Непал
- Оман
- Парагвай
- Сьєрра-Леоне
- Сінгапур
- Шрі-Ланка
- Судан
- Танзанія
- Туніс
- Уганда
- Замбія
- Зімбабве

### Інші міста
- Берлін
  -  Буркіна-Фасо
  -  Кіпр
  -  Маврикій
- Будапешт
  -  Боснія і Герцеговина
  -  Уругвай
- Варшава
  -  Чилі
  -  Колумбія
  -  Ісландія
  -  Монголія
  -  Нова Зеландія
  -  Перу
  -  Філіппіни
  -  Таїланд
  -  Венесуела
  -  Ємен
- Відень
  -  Австралія
  -  Еквадор
- Люксембург
  -  Люксембург
- Женева
  -  Бруней
- Прага
  -  Ірландія
- Рим
  -  Сан-Марино
- Стокгольм
  -  Ботсвана

## Представництва міжнародних організацій в Україні
- Штаб-квартира ГУАМ
- Представництво Європейського Союзу в Україні
- Постійне представництво Європейського Інвестиційного Банку в Україні
- Офіс Ради Європи в Україні
- Представництво НАТО в Україні
- Координатор проєктів ОБСЄ в Україні
- Представництво Організації Об'єднаних Націй в Україні
- Представництво Управління Верховного комісара ООН у справах біженців в Україні, Білорусі та Молдові
- Офіс Всесвітньої продовольчої програми ООН в Україні
- Національний координатор Міжнародної організації праці в Україні
- Представництво Управління ООН з наркотиків і злочинності в Україні
- Офіс Управління ООН з обслуговування проєктів в Україні
- Бюро Всесвітньої організації охорони здоров'я в Україні
- Представництво Дитячого Фонду Організації Об'єднаних Націй в Україні
- Представництво Міжнародної організації з міграції в Україні
- Представництво Фонду Народонаселення ООН в Україні
- Представництво Об'єднаної програми Організації Об'єднаних Націй з ВІЛ/СНІД в Україні
- Місія Міжнародного комітету Червоного Хреста в Україні
- Представництво Міжнародної федерації товариств Червоного Хреста та Червоного Півмісяця в Україні
- Представництво Світового банку по Україні, Білорусі та Молдові
- Постійне представництво Міжнародного Валютного Фонду в Україні
- Представництво Європейського банку реконструкції та розвитку в Україні
- Регіональне представництво Міжнародної фінансової корпорації в Україні та Білорусі

## Обслуговування іноземних представництв
Наразі, забезпечення належної діяльності усіх іноземних міжнародних представництв в Україні покладено на Генеральну дирекцію з обслуговування іноземних представництв Державного управління справами.
Генеральна дирекція є єдиною з державних установ України, яка поряд з Міністерством закордонних справ України офіційно наділена високим повноважним статусом дипломатичної установи, а її керівник наділений високим дипломатичним рангом-статусом Надзвичайного і Повноважного посланника,  який надає йому можливість для вирішення усіх найвідповідальніших питань в діяльності іноземних представництв з повноважними керівниками дипломатичних місій-представництв усіх іноземних країн та міжнародних організацій.

## Мапа
Посольства
     Представництва міжнародних організацій
     Представництва ООН та його дочірніх організацій